# 沈先定
沈先定（？—？），汉族，浙江省人，又名沈显庭，中国共产党早期人物。

## 生平
1926年，他出任中共《申报》支部书记，次年担任浙江绍兴县总工会委员长。1928年至1929年，他被任命为中共上海江湾区委书记。1930年5月至10月，他出任上海工会联合会委员长，并兼任上海沪中区行动委员会书记；同年10月至次年1月改任中共江南省委常委，并兼任职工运动委员会书记。
后来，他又于1931年1月改任中共江苏省委常委，同时负责职工运动委员会，且兼任中共上海沪西区委常委；当月的中共六届四中全会上，他被补选为中央委员会委员；同年2月开始出任中共上海浦东区委委员。1933年1月至3月，他又出任中共浙江省临委书记，但与同年3月被民政府逮捕，随即投诚。此后的情况无文献记载。